# آسیاب بادی در وگ بگ دورستیده
آسیاب بادی در وگ بگ دورستیده (انگلیسی: Windmill at Wijk bij Duurstede) یک نقاشی رنگ روغن بر روی بوم از نقاش رئالیست هلندی، یاکوب وان روئیزدال می‌باشد، این اثر هنری نمونه‌ای از نقاشی عصر طلایی هلند است و در حال حاضر در مجموعه‌ای از موزه آمستردام قرار دارد.
این نقاشی نشانگر ویک بی‌دورستیده می‌باشد که یک شهر در کنار رودخانه در حدود ۲۰ کیلومتری اوترخت است، این اثر هُنری یک آسیاب بادی استوانه‌ای است که بادبان آسیاب در تضاد میان نور و سایه با اندکی غلظت تشدید شدهٔ جرم و فضا هماهنگ با جریان خطوط امواج رودخانه قرار دارد و این موضوع با توجه به جزئیات کاملاً مشهود است. طبق گفتهٔ مورخ هنری، سیمور اسلیو، هر دوی این موارد (مسیر حرکت موج‌ها و جهت چرخش بادبان‌های آسیاب) برگرفته از یک مهندسی هوانوردی، و نقطهٔ دید هیدرولوژیکی برای به نمایش گذاشتن بهترین سطح از جزئیات می‌باشد.

## نگارخانه

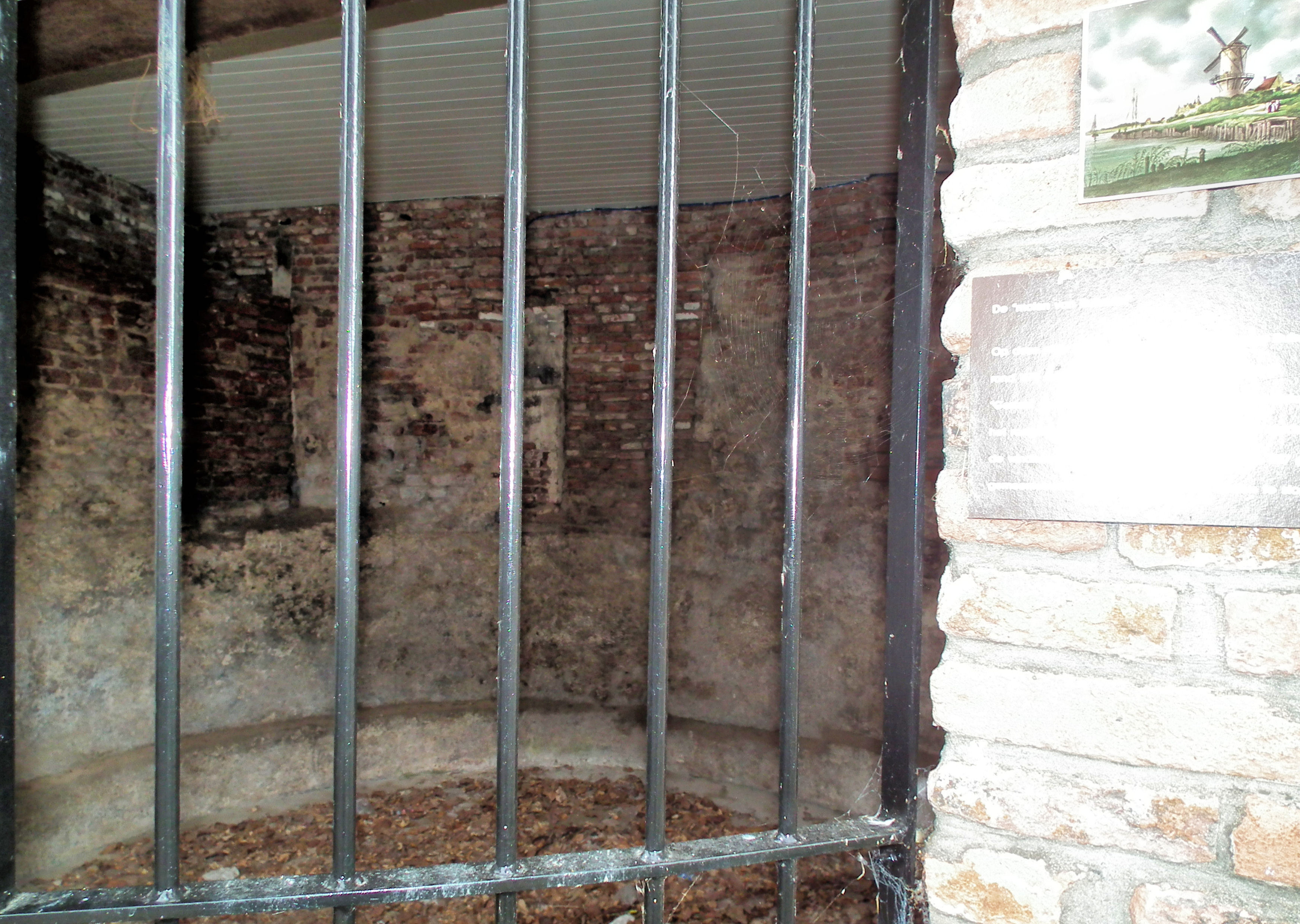
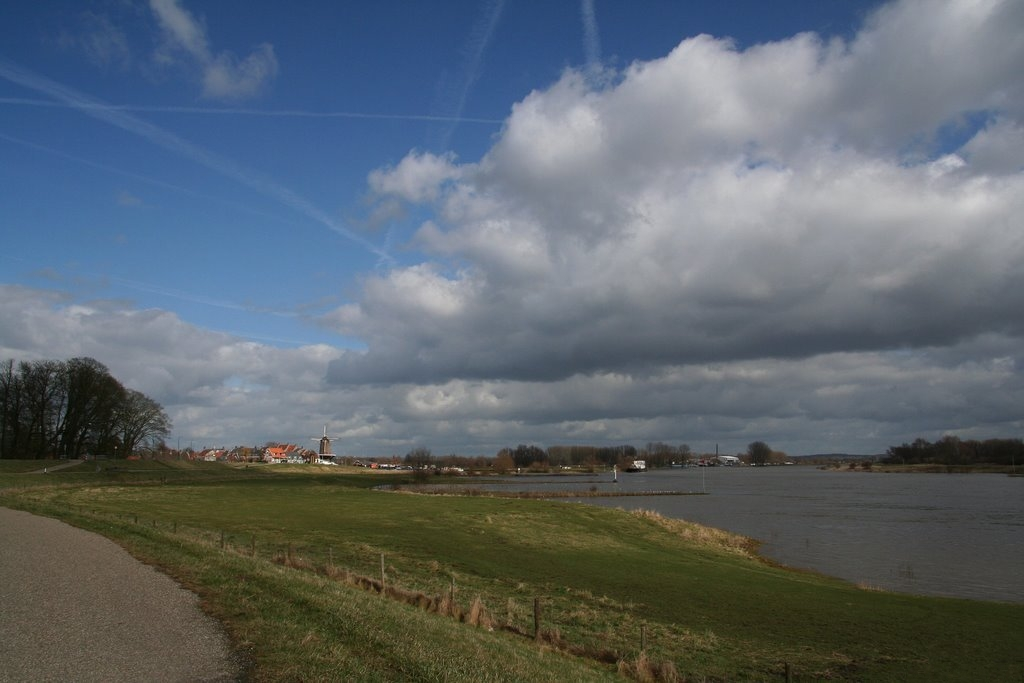
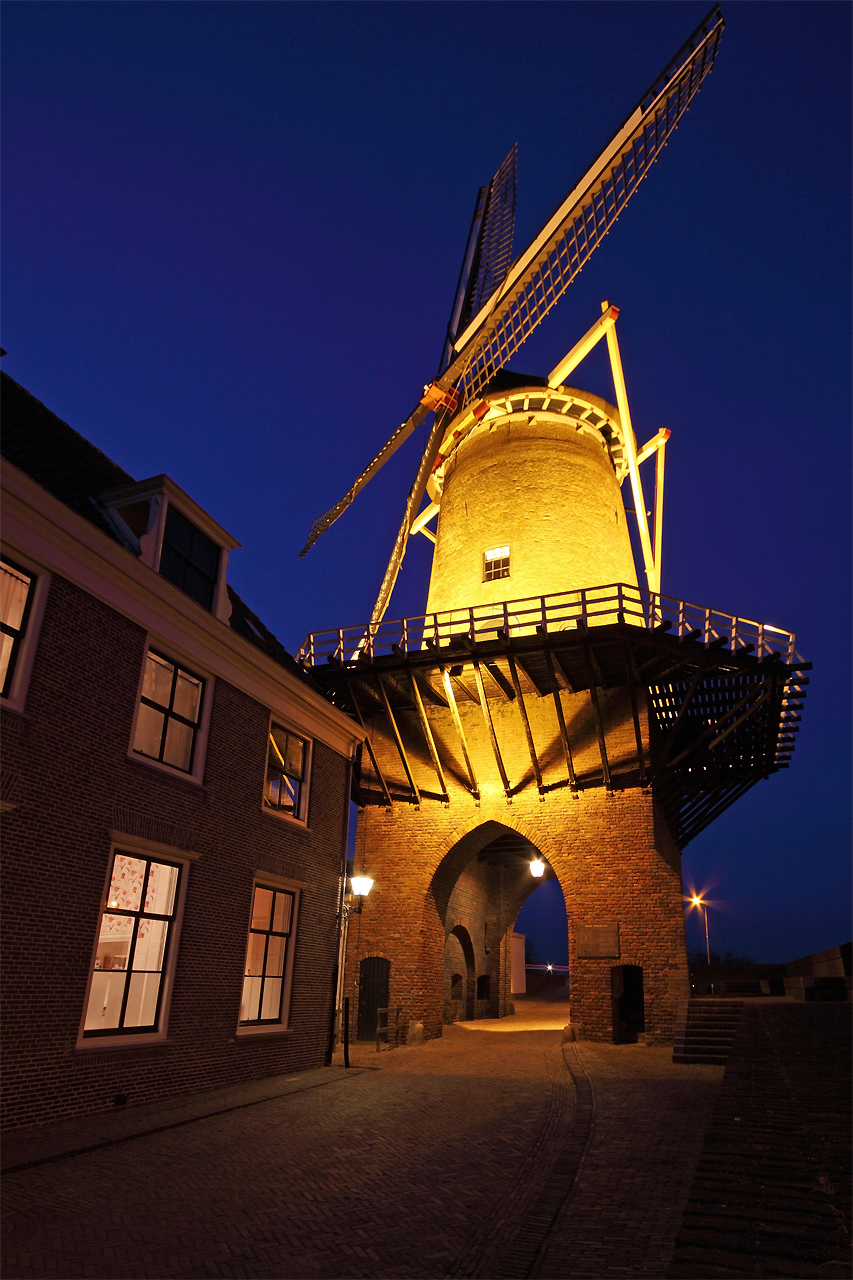